# Parafia Matki Bożej Nieustającej Pomocy w Bereście
Parafia Matki Bożej Nieustającej Pomocy w Bereście – parafia znajdująca się w diecezji tarnowskiej, w dekanacie krynickim. Do parafii należy również wieś Polany.
Kościół parafialny pw. Matki Bożej Nieustającej Pomocy w Bereście to dawna Cerkiew śś. Kosmy i Damiana. Po opuszczeniu wsi przez ludność greckokatolicką dotychczasową cerkiew zaadaptowano na kościół rzymskokatolicki. W 1951 erygowano parafię.

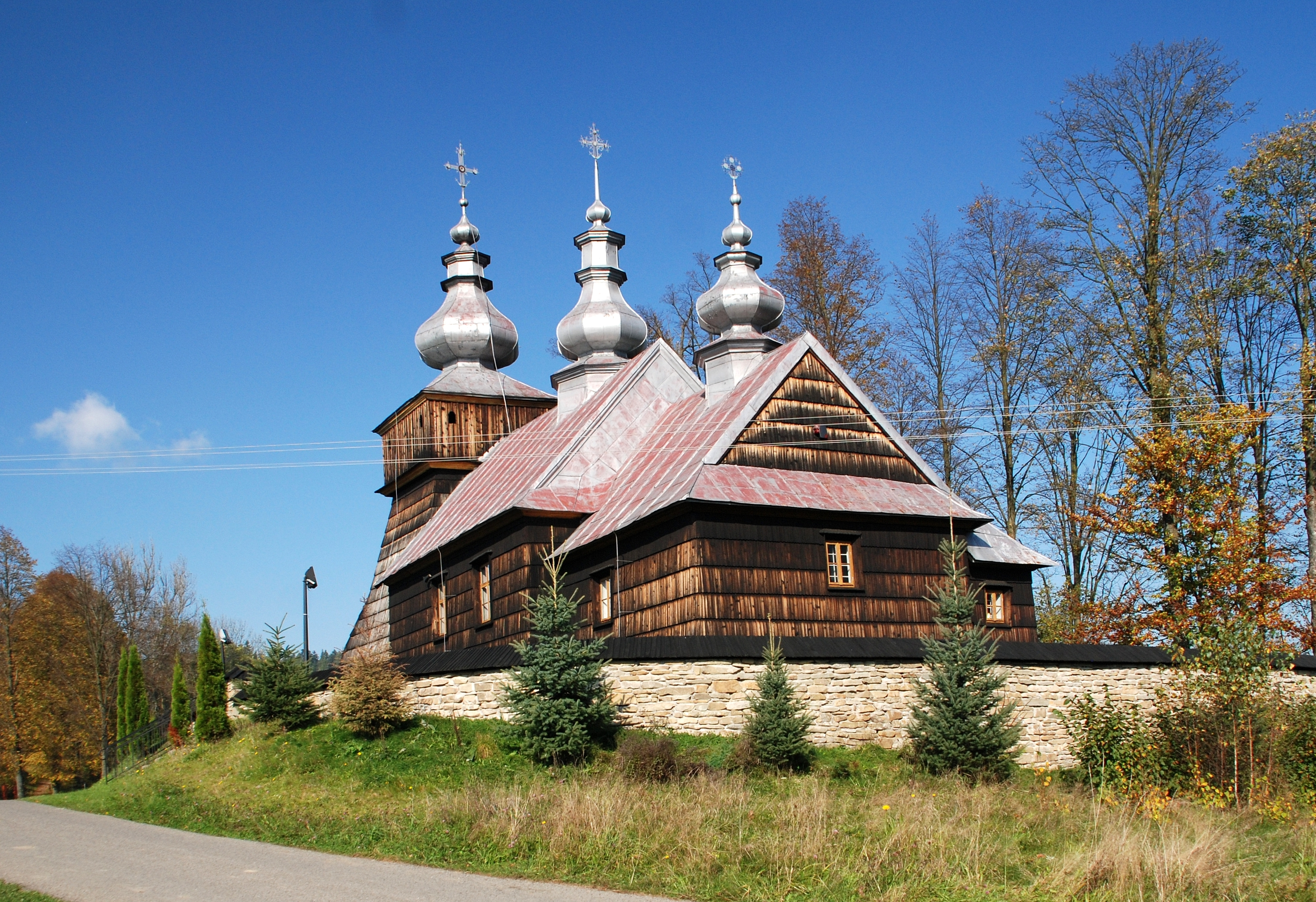
Dawna cerkiew w Polanach-obecnie kościół filialny